# Aéroport (Québec)
L'Aéroport est un des 35 quartiers de la ville de Québec. Depuis le 1er novembre 2009, il est rattaché à l'arrondissement Sainte-Foy–Sillery–Cap-Rouge. Son nom provient de l'aéroport international Jean-Lesage situé au cœur de son territoire.

## Histoire
Le territoire du quartier de l'Aéroport était, à l'origine, le territoire de la municipalité de paroisse d'Ancienne-Lorette en 1855. Le 15 mars 1969, le nom de la municipalité est changé pour devenir la municipalité de paroisse de L'Ancienne-Lorette. 
Le 26 décembre 1970, la municipalité est annexée à la ville de Sainte-Foy. À partir du 1er janvier 1971, le territoire est connu sous le nom de quartier Laurentien dans cette ville de 1971 à 2001.
Lors de l'annexion de Sainte-Foy à la nouvelle ville de Québec au début des années 2000, le quartier Laurentien à vu son nom changé pour "L'Aéroport" car il s'intégrait au nouvel arrondissement Laurentien.
Suite aux défusions des villes de L'Ancienne-Lorette et de Saint-Augustin-de-Desmaures, l'arrondissement Laurentien s'est vu réparti dans les actuels arrondissements de La Haute-Saint-Charles et de Sainte-Foy-Sillery-Cap-Rouge. C'est dans ce dernier qu'a été intégré le quartier de l'Aéroport.

## Portrait du quartier
Le vaste quartier de l'Aéroport est celui qui contient le plus d'exploitations agricoles à Québec, la plupart de celles-ci étant situées au nord-ouest de l'aéroport. Les principaux secteurs résidentiels se trouvent au sud et au nord-est du quartier, entre l'autoroute Félix-Leclerc et le boulevard Hamel et autour du boulevard Chauveau-Ouest. Un secteur commercial de grandes surfaces est situé au sud-est du quartier, de part et d'autre du boulevard Duplessis (secteur partagé avec la ville de L'Ancienne-Lorette).   
Finalement, étant un territoire très vaste, le quartier peut être divisé en secteurs plus précis. Les trois principaux secteurs résidentiels, se nomment Champigny, Jouvence et Chauveau. On y trouve également le secteur agricole des rangs Saint-Ange et Saint-Denis, la base de plein air de Sainte-Foy, la partie ouest du parc industriel Colbert, ainsi qu'une petite portion du secteur nord du Lac-Saint-Augustin (partagé avec le quartier du Cap-Rouge et la ville de Saint-Augustin-de-Desmaures). Cliquez ici pour visualiser la limite de ces secteurs dans l'ancienne ville de Sainte-Foy (carte interactive).

### Artères principales
- Autoroute Duplessis (autoroute 540)
- Autoroute Félix-Leclerc (autoroute 40) - Communément nommé "Autoroute Charest" entre Saint-Augustin-de-Desmaures et l'autoroute Henri-IV (autoroute 73)
- Boulevard Wilfrid-Hamel (route 138)
- Route de l'Aéroport
- Route Jean-Gauvin
- Avenue Notre-Dame (route 358, en partie)
- Boulevard Chauveau-Ouest (route 358, en partie)
- Avenue Jules-Verne
- Avenue de la Famille
- Boulevard Auclair
- Rang Sainte-Anne
- Rang Saint-Ange
- Rang Saint-Denis

### Parcs, espaces verts et loisirs
- Base de plein-air de Sainte-Foy

Secteur Champigny :
- Parc des Sentiers-de-la-Rivière-du-Cap-Rouge
- Parc Champigny
- Parc Kiwanis
- Parc des Primevères
- Parc Rosée-Nordet
- Parc Robitaille
- Parc Le May
- Club de golf l'Albatros

Secteur Jouvence :
- Parc des Sentiers-de-la-Rivière-du-Cap-Rouge
- Parc Malraux
- Parc Claude-Germain

Secteur Chauveau :
- Parc Trois-Saisons
- Parc Joseph-Olivier-Chauveau
- Parc de Bélair
- Club de golf Métropolitain

Secteur des rangs Saint-Ange et Saint-Denis :
- Parc Saint-Ange

### Centres communautaires
- Centre communautaire Champigny - Secteur Champigny
- Centre Trois-Saisons - Secteur Chauveau

### Commerces et entreprises
- Méga-Centre Sainte-Foy (incl. Cinéma Cinéplex Odéon) - Secteur Champigny
- Parc industriel Colbert (Ouest)
- Parc industriel Chauveau - Secteur Chauveau

### Lieux d'enseignement
- Centre de services scolaire des Découvreurs :
  - École Les Primevères-Jouvence (primaire)
    - Pavillon des Primevères - Secteur Champigny
    - Pavillon Jouvence - Secteur Jouvence

  - École L'Étincelle-Trois-Saisons (primaire) - Secteur Chauveau
    - Pavillon l'Étincelle
    - Pavillon Trois-Saisons
- Écoles privées :
  - Collège de Champigny (secondaire) - Secteur Champigny

### Autres emplacements notables
- Aéroport international Jean-Lesage de Québec - Secteur Chauveau
- Bibliothèque publique : Point de service Champigny (rattaché à la bibliothèque Roger-Lemelin), 1465, rue Félix-Antoine-Savard

## Démographie
Lors du recensement de 2016, le portrait démographique du quartier était le suivant :
- sa population représentait 12,9 % de celle de l'arrondissement et 2,5 % de celle de la ville.
- l'âge moyen était de 42,3 ans tandis que celui à l'échelle de la ville était de 43,2 ans.
- 84,6 % des habitants étaient propriétaires et 15,4 % locataires.
- Taux d'activité de 68,8 % et taux de chômage de 4,4 %.
- Revenu moyen brut des 15 ans et plus : 46 646 $.

| 1996   | 2001   | 2006   | 2011   | 2016   | 2021   |
| ------ | ------ | ------ | ------ | ------ | ------ |
| 12 685 | 12 960 | 12 830 | 12 745 | 13 325 | 13 375 |